# Dióxido de carbono na atmosfera da Terra

Concentração atmosférica de CO_{2} medida no Observatório Mauna Loa, no Havaí, de 1958 a 2023 (também chamada de Curva de Keeling). O aumento de CO_{2} durante esse período é claramente visível. A concentração é expressa em μmol por mol, ou ppm.

Na atmosfera da Terra, o dióxido de carbono é um gás residual que desempenha um papel fundamental no efeito estufa, no ciclo do carbono, na fotossíntese e no ciclo do carbono oceânico [en]. Ele é um dos três principais gases de efeito estufa na atmosfera da Terra. O vapor d'água é o principal gás de efeito estufa, contribuindo com 50% do efeito estufa, seguido pelo dióxido de carbono, com 20%, segundo medições de 2010. A concentração média global atual de dióxido de carbono (CO2) na atmosfera é de 421 ppm (0,04%) em maio de 2022. Isso representa um aumento de 50% desde o início da Revolução Industrial, em comparação com 280 ppm durante os 10 000 anos anteriores à metade do século XVIII. O aumento se deve à atividade humana.
Em março de 2024, a concentração média mensal de CO2 atingiu um novo recorde de 425,22 partes por milhão (ppm), marcando um aumento de 4,7 ppm em relação a março de 2023. Na última medição, os níveis aumentaram ainda mais para 427,48 ppm. Esse aumento contínuo nas concentrações de CO é um indicador claro do estresse ambiental global contínuo, impulsionado principalmente pela queima de combustíveis fósseis, que é a principal causa desse aumento e também um dos principais contribuintes para as mudanças climáticas. Outras atividades humanas importantes que emitem CO2 incluem a produção de cimento, o desmatamento e a queima de biomassa.
O dióxido de carbono é um gás de efeito estufa. Ele absorve e emite radiação infravermelha em suas duas frequências vibracionais ativas no infravermelho. Os dois comprimentos de onda são 4,26 μm (2.347 cm-1) (modo vibracional de alongamento assimétrico) e 14,99 μm (667 cm-1) (modo vibracional de flexão). O CO2 desempenha um papel significativo ao influenciar a temperatura da superfície da Terra por meio do efeito estufa. A emissão de luz da superfície da Terra é mais intensa na região do infravermelho, entre 200 e 2500 cm-1, ao contrário da emissão de luz do Sol, muito mais quente, que é mais intensa na região do visível. A absorção de luz infravermelha nas frequências vibracionais do CO2 atmosférico retém a energia perto da superfície, aquecendo a superfície da Terra e sua atmosfera inferior. Menos energia atinge a atmosfera superior, que, portanto, é mais fria devido a essa absorção.
O aumento das concentrações atmosféricas de CO2 e de outros gases de efeito estufa de longa duração, como o metano, aumenta a absorção e a emissão de radiação infravermelha pela atmosfera. Isto levou a um aumento na temperatura média global e à acidificação dos oceanos. Outro efeito direto é o efeito de fertilização do CO2 [en]. O aumento das concentrações atmosféricas de CO2 causa uma série de outros efeitos da mudança climática no meio ambiente e nas condições de vida humana.
A atual concentração atual de CO2 na atmosfera é a mais alta dos últimos 14 milhões de anos. As concentrações de CO2 na atmosfera chegaram a um máximo de 4 000 ppm durante o período Cambriano, há cerca de 500 milhões de anos, e a um mínimo de 180 ppm durante a glaciação Quaternária [en] dos últimos dois milhões de anos. Os registros de temperatura reconstruídos para os últimos 420 milhões de anos indicam que as concentrações atmosféricas de CO2 atingiram um outro pico de aproximadamente 2 000 ppm. Este pico ocorreu durante o período Devoniano (400 milhões de anos atrás). Há um outro pico no período Triássico (220-200 milhões de anos atrás).

## Concentração atual e tendências futuras

Entre 1850 e 2019, o en estima que cerca de 2/3 das emissões excessivas de dióxido de carbono foram causadas pela queima de combustíveis fósseis, e um pouco menos da metade disso permaneceu na atmosfera

### Situação atual
Desde o início da Revolução Industrial, a concentração atmosférica de CO2 tem aumentado, causando o aquecimento global e a acidificação dos oceanos. Em outubro de 2023, o nível médio de CO2 na atmosfera da Terra, ajustado para a variação sazonal, era de 422,17 partes por milhão em volume (ppm). Os números são publicados mensalmente pela Administração Oceânica e Atmosférica Nacional (NOAA). O valor foi de cerca de 280 ppm durante os 10 000 anos até meados do século XVIII.
Cada parte por milhão de CO2 na atmosfera representa aproximadamente 2,13 gigatoneladas de carbono, ou 7,82 gigatoneladas de CO2.
Em 2021, foi apontado que “as taxas atuais de aumento da concentração dos principais gases de efeito estufa (dióxido de carbono, metano e óxido nitroso) não têm precedentes em pelo menos os últimos 800 000 anos”.:515
Estima-se que 2 400 gigatoneladas de CO2 tenham sido emitidas pela atividade humana desde 1850, com uma parte absorvida pelos oceanos e pela terra, e cerca de 950 gigatoneladas permanecendo na atmosfera. Por volta de 2020, a taxa de emissão foi superior a 40 gigatoneladas ao ano.
Uma fração (projetada em 20 a 35%) do carbono fóssil liberado até o momento persistirá na atmosfera como níveis elevados de CO2 por muitos milhares de anos depois que as atividades de emissão de carbono começarem a diminuir.

### Flutuações anuais e regionais
As concentrações atmosféricas de CO2 flutuam ligeiramente com as estações, caindo durante a primavera e o verão do Hemisfério Norte, à medida que as plantas consomem o gás, e subindo durante o outono e o inverno do Hemisfério Norte, à medida que as plantas ficam dormentes ou morrem e se decompõem. O nível cai cerca de 6 ou 7 ppm (cerca de 50 Gt) de maio a setembro, durante a estação de crescimento do Hemisfério Norte, e depois sobe cerca de 8 ou 9 ppm. O Hemisfério Norte domina o ciclo anual de concentração de CO2 porque tem uma área de terra e biomassa vegetal muito maiores em latitudes médias (30 a 60 graus) do que o Hemisfério Sul. As concentrações atingem um pico em maio, quando começa a primavera no Hemisfério Norte, e diminuem para um mínimo em outubro, próximo ao final da estação de crescimento.
As concentrações também variam em uma base regional, com maior intensidade perto do solo e variações muito menores em maiores altitudes. Em áreas urbanas, as concentrações são geralmente mais altas e, em ambientes fechados, podem chegar a 10 vezes os níveis de fundo.

### Medições e previsões feitas no passado recente
- Dados de 2009 revelaram que a concentração média global de CO2 estava aumentando a uma taxa de aproximadamente 2 ppm/ano e acelerando.[15][25]
- A concentração média diária de CO2 atmosférico no Observatório Mauna Loa ultrapassou pela primeira vez 400 ppm em 10 de maio de 2013,[15][26] embora essa concentração já tivesse sido atingida no Ártico em junho de 2012.[27] Os dados de 2013 mostraram que a concentração de dióxido de carbono na atmosfera foi tão alta "pela primeira vez em 55 anos de medição — e provavelmente mais de 3 milhões de anos de história da Terra".[28]
- Em 2018, as concentrações de CO2 foram medidas em 410 ppm.[15]

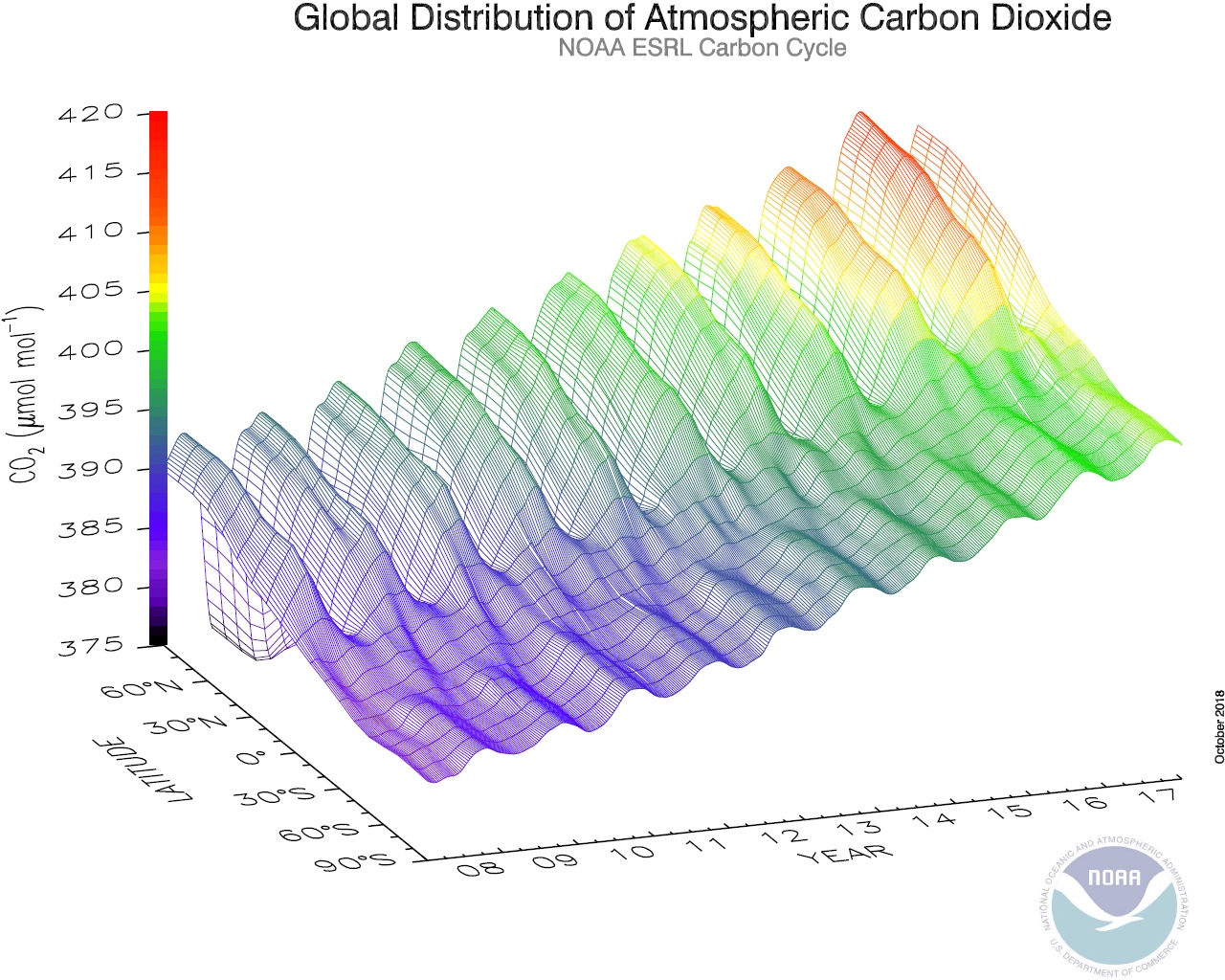
Observações de dióxido de carbono de 2008 a 2017 mostrando as variações sazonais e a diferença entre os hemisférios norte e sul

## Técnicas de medição
As concentrações de dióxido de carbono na atmosfera são expressas em partes por milhão por volume (abreviado como ppmv, ou ppm(v), ou apenas ppm). Para converter das unidades usuais de ppmv para ppm de massa (abreviado como ppmm ou ppm(m)), deve-se multiplicar pela razão entre a massa molar do CO2 e a do ar, ou seja, vezes 1,52 (44,01 dividido por 28,96).
As primeiras medições reprodutíveis e precisas de CO2 atmosférico foram feitas por Charles Keeling, da Caltech, na década de 1950. As medições em Mauna Loa estão em andamento desde 1958. Além disso, as medições também são feitas em muitos outros locais em todo o mundo. Muitos locais de medição fazem parte de redes globais maiores. Os dados da rede global são geralmente disponibilizados ao público.

### Redes de dados
Há várias redes de medição de superfície (incluindo em frascos e contínua in situ), incluindo NOAA/ERSL [en], WDCGG e RAMCES. Os dados da NOAA/ESRL Baseline Observatory Network e da Scripps Institution of Oceanography Network estão hospedados no CDIAC [en] do ORNL. Os dados do World Data Centre for Greenhouse Gases (WDCGG), parte do GAW [en], são hospedados pelo JMA. O banco de dados do Reseau Atmospherique de Mesure des Composes an Effet de Serre (RAMCES) faz parte do IPSL [en].
A partir dessas medições, são criados outros produtos que integram dados de várias fontes. Estes produtos também abordam questões como descontinuidade e dispersão de dados. O GLOBALVIEW-CO2 é um deles.

### Métodos analíticos para investigar fontes de CO2
- A queima de combustíveis fósseis há muito enterrados libera CO2 contendo carbono de diferentes proporções isotópicas em relação às plantas vivas, permitindo a distinção entre contribuições naturais e causadas por humanos para a concentração de CO2.[34]
- As concentrações atmosféricas de CO2 são maiores no hemisfério norte, onde vive a maioria da população mundial (e de onde se originam as emissões), em comparação com o hemisfério sul. Essa diferença aumentou com o avanço das emissões antropogênicas.[35]
- Os níveis de O2 atmosférico estão diminuindo na atmosfera da Terra à medida que ele reage com o carbono dos combustíveis fósseis para formar CO2.[36]

## Causas do aumento atual
Embora a absorção e a liberação de CO2 sempre ocorram como resultado de processos naturais, sabe-se que o recente aumento dos níveis de CO2 na atmosfera se deve principalmente à atividade humana (antropogênica). As emissões antropogênicas de carbono excedem a quantidade que pode ser absorvida ou equilibrada pelos sumidouros naturais. Assim, o dióxido de carbono se acumulou gradualmente na atmosfera e, em maio de 2022, sua concentração estava 50% acima dos níveis pré-industriais.

Os EUA, a China e a Rússia contribuíram cumulativamente com as maiores quantidades de CO_{2} desde 1850.

A extração e a queima de combustíveis fósseis, liberando carbono armazenado no subsolo por muitos milhões de anos, aumentaram a concentração atmosférica de CO2. A ponto de, em 2019, a extração e a queima de carbono fóssil geológico pelos seres humanos liberarem mais de 30 gigatoneladas de CO2 (9 bilhões de toneladas de carbono) por ano. Essa maior perturbação do equilíbrio natural é responsável pelo recente crescimento da concentração atmosférica de CO2. Atualmente, cerca de metade do dióxido de carbono liberado pela queima de combustíveis fósseis não é absorvido pela vegetação e pelos oceanos e permanece na atmosfera.
A queima de combustíveis fósseis, como carvão, petróleo e gás natural, é a principal causa do aumento do CO2 antropogênico; o desmatamento é a segunda maior causa. Em 2010, 9,14 gigatoneladas de carbono (GtC, equivalente a 33,5 gigatoneladas de CO2 ou cerca de 4,3 ppm na atmosfera da Terra) foram liberadas dos combustíveis fósseis e da produção de cimento em todo o mundo, em comparação com 6,15 GtC em 1990. Além disso, a mudança no uso do solo contribuiu com 0,87 GtC em 2010, em comparação com 1,45 GtC em 1990. No período de 1751 a 1900, cerca de 12 GtC foram liberados como CO2 na atmosfera devido à queima de combustíveis fósseis, enquanto de 1901 a 2013 o número foi de cerca de 380 GtC.
A Agência Internacional de Energia estima que o 1% dos maiores emissores a nível global teve pegadas de carbono de mais de 50 toneladas de CO2 em 2021, mais de 1.000 vezes maiores do que as do 1% dos menores emissores. A média global da pegada de carbono relacionada à energia é de cerca de 4,7 toneladas de CO2 por pessoa.

## Funções nos processos naturais da Terra

Os gases de efeito estufa permitem que a luz solar passe pela atmosfera, aquecendo o planeta, mas absorvem e redirecionam a radiação infravermelha (calor) que o planeta emite

### Efeito estufa
Na Terra, o dióxido de carbono é o gás de efeito estufa mais relevante e direto que é influenciado pelas atividades humanas. A água é responsável pela maior parte (cerca de 36-70%) do efeito estufa total, e a atuação do vapor d'água como gás de efeito estufa é dependente da temperatura. O dióxido de carbono é frequentemente mencionado no contexto de sua maior influência como gás de efeito estufa desde a era pré-industrial (1750). Em 2013, o aumento de CO2 foi estimado como responsável por 1,82 W m-2 da mudança de 2,63 W m-2 na força radiativa na Terra (cerca de 70%).
O efeito estufa natural da Terra possibilita a vida como a conhecemos, e o dióxido de carbono na atmosfera desempenha um papel significativo na manutenção da temperatura relativamente alta da Terra. O efeito estufa é um processo pelo qual a radiação térmica de uma atmosfera planetária aquece a superfície do planeta além da temperatura que ela teria na ausência de sua atmosfera.
O conceito de que mais CO2 atmosférico aumenta a temperatura do solo foi publicado pela primeira vez por Svante Arrhenius em 1896. O aumento da força radiativa devido ao aumento de CO2 na atmosfera da Terra baseia-se nas propriedades físicas do CO2 e nas janelas de absorção não saturadas em que o CO2 absorve a energia de ondas longas emitidas. Este aumento do forçamento gera mais mudanças no balanço de energia da Terra [en] e, em longo prazo, no clima da Terra.

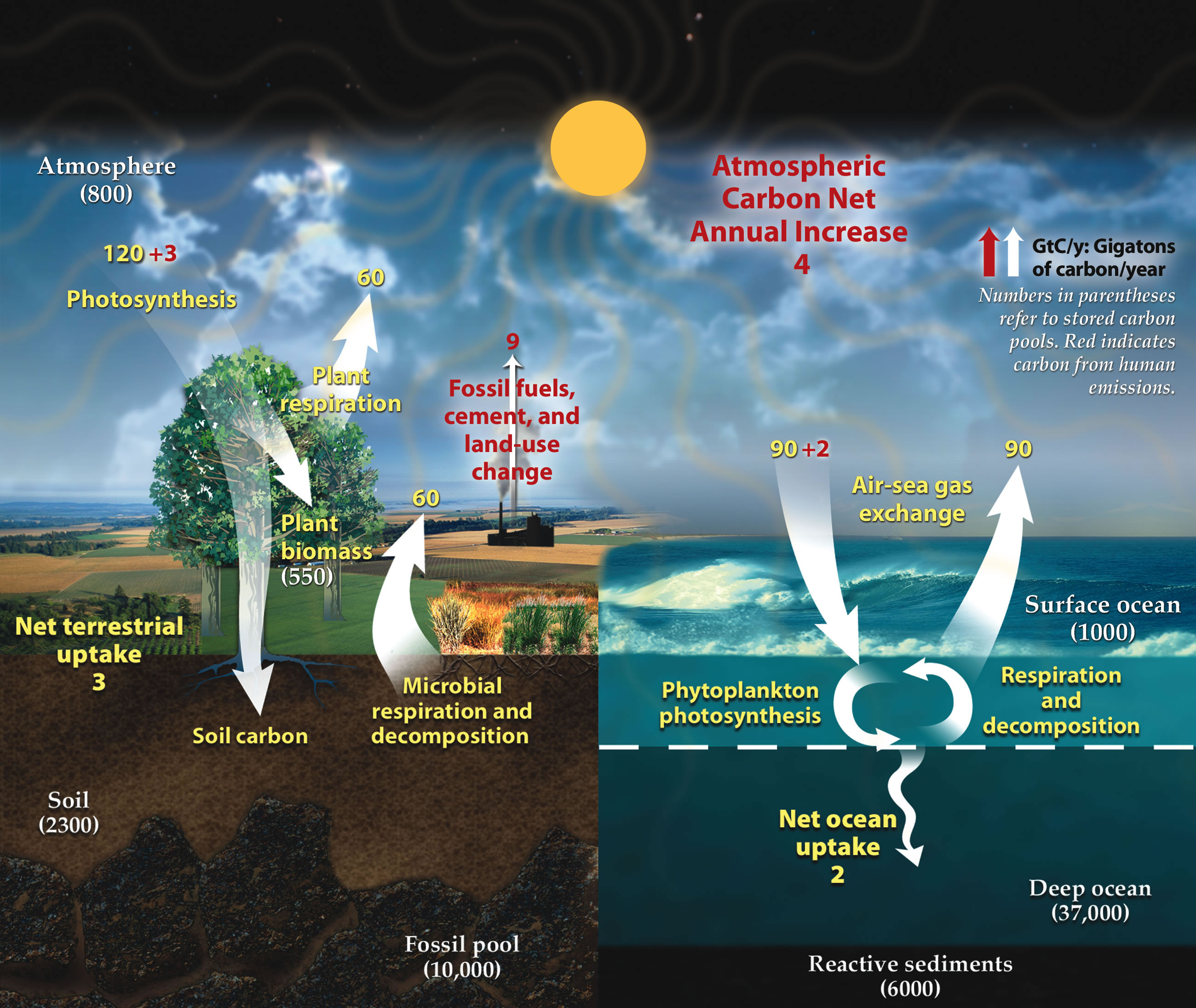
Este diagrama do ciclo do carbono mostra o movimento do carbono entre a terra, a atmosfera e os oceanos em bilhões de toneladas métricas de carbono por ano. Os números amarelos são fluxos naturais, os vermelhos são contribuições humanas e os brancos são carbono armazenado

### Ciclo do carbono
O dióxido de carbono atmosférico desempenha um papel fundamental no ciclo de carbono da Terra, por meio do qual o CO2 é removido da atmosfera por alguns processos naturais, como a fotossíntese e a deposição de carbonatos, para formar calcários, por exemplo, e devolvido à atmosfera por outros processos naturais, como a respiração e a dissolução por ácidos de depósitos de carbonato. Há dois ciclos amplos de carbono na Terra: o ciclo rápido de carbono e o ciclo lento de carbono. O ciclo rápido do carbono refere-se aos movimentos do carbono entre o ambiente e os seres vivos da biosfera, enquanto o ciclo lento do carbono envolve o movimento do carbono entre a atmosfera, os oceanos, o solo, as rochas e o vulcanismo. Ambos os ciclos estão intrinsecamente interconectados, e o CO2 atmosférico facilita a ligação.
As fontes naturais de CO2 atmosférico incluem a emissão de gases vulcânicos, a combustão de matéria orgânica, incêndios florestais e os processos de respiração de organismos aeróbicos vivos. As fontes de CO2 antropogênicas incluem a queima de combustíveis fósseis e alguns processos industriais, como a fabricação de cimento.
As fontes naturais de CO2 são mais ou menos equilibradas por sumidouros naturais de carbono, na forma de processos químicos e biológicos que removem o CO2 da atmosfera. Por exemplo, a decomposição de material orgânico em florestas, pastagens e outras vegetações terrestres, incluindo incêndios florestais, resulta na liberação de cerca de 436 gigatoneladas de CO2 (contendo 119 gigatoneladas de carbono) a cada ano, enquanto a absorção de CO2 pelo novo crescimento na terra neutraliza essas liberações, absorvendo 451 Gt (123 GtC). Embora grande parte do CO2 na atmosfera inicial da Terra jovem tenha sido produzida pela atividade vulcânica, a atividade vulcânica moderna libera apenas 130 a 230 megatoneladas de CO2 por ano.
Desde a era pré-industrial humana até 1940, a biosfera terrestre representava uma fonte líquida de CO2 atmosférico (impulsionada sobretudo por mudanças no uso da terra), mas depois passou a ser um sumidouro líquido com o aumento das emissões de carbono fóssil.

Troca de CO_{2} entre o en

#### Ciclo oceânico do carbono
Os oceanos da Terra contêm uma abundância de CO2 na forma de íons de bicarbonato e carbonato - muito mais do que a quantidade na atmosfera. O bicarbonato é produzido em reações entre rochas, água e dióxido de carbono.
De 1850 a 2022, o oceano absorveu 26% do total das emissões antropogênicas. Entretanto, a taxa na qual o oceano absorverá essas emissões no futuro é menos certa. Mesmo que o equilíbrio seja alcançado, incluindo a dissolução de minerais de carbonato, o aumento da concentração de bicarbonato e a diminuição ou inalteração da concentração de íons carbonato darão origem a uma concentração maior de ácido carbônico não ionizado e CO2 dissolvido. Essa concentração mais alta nos mares, juntamente com temperaturas mais altas, significaria uma concentração de equilíbrio mais alta de CO2 no ar.

Fatores físicos do aquecimento global verificados até o momento. O potencial de aquecimento global futuro para fatores de longa duração, como as emissões de dióxido de carbono, não está representado. Os traços em cada barra mostram a possível faixa de erro

## Efeitos do aumento atual

### Efeitos diretos
Os efeitos diretos do aumento das concentrações de CO2 na atmosfera incluem o aumento das temperaturas globais, a acidificação dos oceanos e um efeito de fertilização de CO2 [en] nas plantas e nas colheitas.

#### Aumento da temperatura em terra
As mudanças nas temperaturas globais no último século fornecem evidências dos efeitos do aumento dos gases de efeito estufa. Quando o sistema climático reage a essas mudanças, ocorre a mudança climática. A medição do GST é uma das muitas linhas de evidência que apoiam o consenso científico sobre a mudança climática, ou seja, que os seres humanos estão causando o aquecimento do sistema climático da Terra.
A média global e a temperatura combinada da superfície terrestre e oceânica mostram um aquecimento de 1,09 °C (intervalo: 0,95 a 1,20 °C) de 1850 a 1900 a 2011-2020, com base em vários conjuntos de dados produzidos independentemente.:5 A tendência se acelerou mais desde a década de 1970 do que em qualquer outro período de 50 anos, pelo menos nos últimos 2.000 anos.:8

#### Aumento da temperatura nos oceanos
Está claro que o oceano está se aquecendo como resultado da mudança climática, e essa taxa de aquecimento está aumentando.:9 O oceano global atingiu o nível mais quente já registrado por humanos em 2022. Isso é determinado pelo conteúdo de calor do oceano, que excedeu o máximo anterior de 2021 em 2022. O aumento constante da temperatura dos oceanos é um resultado inevitável do desequilíbrio energético da Terra, causado principalmente pelo aumento dos níveis de gases de efeito estufa. Entre a era pré-industrial e a década de 2011-2020, a superfície do oceano aqueceu entre 0,68 e 1,01 °C.
A maioria do ganho de calor do oceano ocorre no Oceano Antártico. Por exemplo, entre as décadas de 1950 e 1980, a temperatura do Oceano Antártico Sul aumentou 0,17 °C, quase o dobro do oceano global.

#### Acidificação oceânica
A acidificação oceânica é a designação dada à diminuição do pH nos oceanos, significando aumento da acidez, causada pelo aumento do gás carbônico atmosférico (dióxido de carbono, CO2), que se dissolve na água alterando o seu equilíbrio químico. Desde o início da Revolução Industrial, quando as emissões de carbono iniciaram uma rápida escalada, o pH da superfície oceânica diminuiu cerca de 0,1 na escala logarítmica do pH. Embora essa diferença pareça pequena pelo tipo de escala utilizada, representa um aumento de cerca de 26% na concentração de íons hidrogênio H+, os responsáveis diretos pela acidificação.

#### Efeito de fertilização do CO2
O efeito da fertilização do CO2 [en] ou efeito da fertilização do carbono causa um aumento na taxa de fotossíntese e limita a transpiração das folhas nas plantas. Ambos os processos resultam do aumento dos níveis de dióxido de carbono (CO2) atmosférico. O efeito da fertilização com carbono varia conforme a espécie da planta, a temperatura do ar e do solo e a disponibilidade de água e nutrientes. A produtividade primária líquida (NPP) pode responder positivamente ao efeito da fertilização de carbono. No entanto, as evidências mostram que o aumento das taxas de fotossíntese nas plantas devido à fertilização com CO2 não aumenta diretamente o crescimento de todas as plantas e, portanto, o armazenamento de carbono. Foi relatado que o efeito da fertilização de carbono é a causa de 44% do aumento da produtividade primária bruta (GPP) desde os anos 2000. Modelos do sistema terrestre, modelos de sistemas de terras e modelos dinâmicos de vegetação global [en] são usados para investigar e interpretar as tendências de vegetação relacionadas ao aumento dos níveis de CO2 atmosférico. No entanto, os processos do ecossistema associados ao efeito de fertilização do CO2 permanecem incertos e, portanto, são difíceis de modelar.
Os ecossistemas terrestres reduziram as concentrações de CO2 atmosférico e atenuaram parcialmente os efeitos das mudanças climáticas. É improvável que a resposta das plantas ao efeito de fertilização do carbono reduza significativamente a concentração de CO2 atmosférico no próximo século devido às crescentes influências antropogênicas sobre o mesmo. As áreas com vegetação da Terra têm apresentado um aumento significativo do verde desde o início da década de 1980, principalmente devido ao aumento dos níveis de CO2 atmosférico.
A teoria prevê que os trópicos tenham a maior absorção devido ao efeito da fertilização de carbono, mas isto não foi observado. A quantidade de absorção de CO2 proveniente da fertilização com CO2 também depende de como as florestas respondem às mudanças climáticas e se elas estão protegidas contra o desmatamento.

#### Outros efeitos diretos
As emissões de CO2 também fizeram com que a estratosfera se contraísse em 400 metros desde 1980, o que poderia afetar as operações de satélite, os sistemas de GPS e as comunicações por rádio.

### Efeitos e impactos indiretos
Os efeitos das mudanças climáticas são bem documentados e estão crescendo para o ambiente natural da Terra e para as sociedades humanas. As mudanças no sistema climático incluem uma tendência geral de aquecimento,  mudanças nos padrões de precipitação e  condições meteorológicas mais extremas. À medida que o clima muda, ele afeta o ambiente natural com efeitos como incêndios florestais mais intensos, degelo do permafrost e desertificação. Essas mudanças afetam ecossistemas e sociedades e podem se tornar irreversíveis quando os limiares são ultrapassados. Os ativistas climáticos estão envolvidos em uma série de atividades em todo o mundo que buscam melhorar a situação desses problemas ou evitar que eles ocorram.

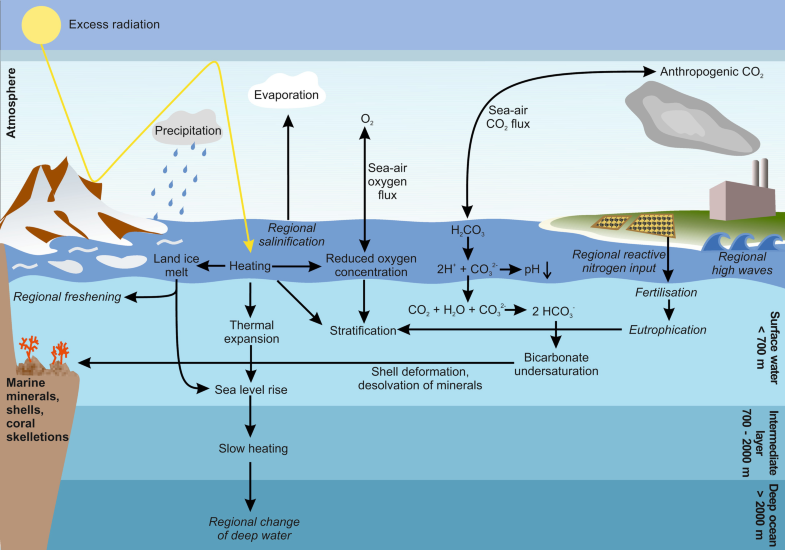
Visão geral das mudanças climáticas e seus efeitos no oceano. Os efeitos regionais são exibidos em itálico

Há muitos efeitos da mudança climática sobre os oceanos [en]. Um dos principais é o aumento da temperatura marinha [en]. Ondas de calor marinhas mais frequentes estão associadas a isso. O aumento da temperatura contribui para o aumento do nível do mar devido ao derretimento das calotas polares. Outros efeitos sobre os oceanos incluem o declínio do gelo marinho, a redução dos valores de pH e dos níveis de oxigênio, bem como o aumento da estratificação dos oceanos [en]. Tudo isso pode levar a mudanças nas correntes oceânicas, como, por exemplo, o enfraquecimento da circulação meridional de capotamento do Atlântico (AMOC). A principal causa dessas mudanças são as emissões de gases de efeito estufa provenientes de atividades humanas, principalmente a queima de combustíveis fósseis. O dióxido de carbono e o metano são exemplos de gases de efeito estufa. O efeito estufa adicional leva ao aquecimento do oceano porque o oceano absorve a maior parte do calor adicional no sistema climático. Além disso, o oceano também absorve parte do dióxido de carbono extra presente na atmosfera. Isto faz com que o valor do pH da água do mar caia. Cientistas estimam que o oceano absorve cerca de 25% de todas as emissões de CO2 causadas por humanos.

## Medidas para reduzir as concentrações de CO2
O dióxido de carbono tem efeitos exclusivos de longo prazo sobre as mudanças climáticas que são quase “irreversíveis” por mil anos após o fim das emissões (zero emissões adicionais). Os gases de efeito estufa metano e óxido nitroso não persistem ao longo do tempo da mesma forma que o dióxido de carbono. Mesmo que as emissões humanas de dióxido de carbono fossem completamente interrompidas, não se espera que as temperaturas atmosféricas diminuam significativamente no curto prazo. Isso ocorre porque a temperatura do ar é determinada por um equilíbrio entre o aquecimento, devido aos gases de efeito estufa, e o resfriamento, devido à transferência de calor para o oceano. Se as emissões fossem interrompidas, os níveis de CO2 e o efeito de aquecimento diminuiriam lentamente, mas, ao mesmo tempo, o resfriamento devido à transferência de calor também diminuiria (porque as temperaturas do mar se aproximariam da temperatura do ar), fazendo com que a temperatura do ar diminuísse apenas lentamente. As temperaturas do mar continuariam a subir, causando expansão térmica e algum aumento do nível do mar. A redução mais rápida das temperaturas globais exigiria o sequestro de carbono ou a geoengenharia.
Várias técnicas foram propostas para remover o excesso de dióxido de carbono da atmosfera.
A  remoção de dióxido de carbono ( RDC), por exemplo, é um processo no qual o dióxido de carbono (CO2) é removido da atmosfera por meio de atividades humanas deliberadas e armazenado de forma duradoura em reservatórios geológicos, terrestres ou oceânicos, ou em produtos.:2221 Este processo também é conhecido como remoção de carbono, remoção de gases de efeito estufa ou emissões negativas. A RDC é cada vez mais integrada à política climática [en], como um elemento das estratégias de mitigação da mudança climática. A obtenção de emissões líquidas zero exigirá, em primeiro lugar, cortes profundos e sustentáveis nas emissões e, depois, além disso, o uso de RDC (“RDC é o que coloca o líquido em emissões líquidas zero”). No futuro, a RDC poderá ser capaz de contrabalançar as emissões que são tecnicamente difíceis de eliminar, como algumas emissões agrícolas e industriais.:114

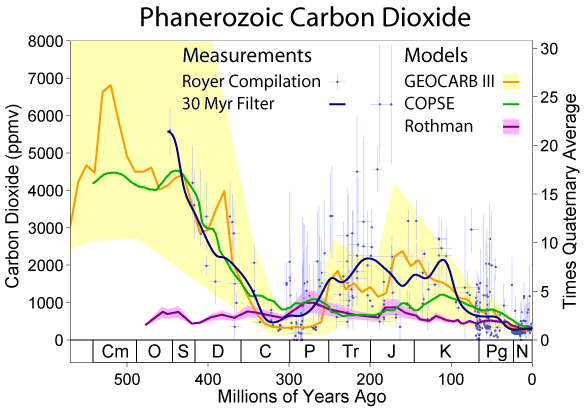
Concentrações de CO_{2} nos últimos 500 milhões de anos

## Concentrações no passado geológico
Estimativas de 2023 constataram que a atual concentração de dióxido de carbono na atmosfera pode ser a mais alta dos últimos 14 milhões de anos. No entanto, o Sexto Relatório de Avaliação do IPCC estimou níveis semelhantes de 3 a 3,3 milhões de anos atrás, no período quente do Plioceno médio [en]. Este período pode ser um indicador [en] de resultados climáticos prováveis com os níveis atuais de CO2.(Figura 2.34)
Acredita-se que o dióxido de carbono tenha desempenhado um efeito importante na regulação da temperatura da Terra ao longo de sua história de 4,54 bilhões de anos. No início da vida da Terra, os cientistas encontraram evidências de água líquida, indicando um mundo quente, embora se acredite que a emissão do Sol tenha sido apenas 70% do que é hoje. Concentrações mais altas de dióxido de carbono na atmosfera da Terra primitiva podem ajudar a explicar esse paradoxo do jovem sol fraco. Quando a Terra se formou pela primeira vez, a atmosfera terrestre pode ter contido mais gases de efeito estufa e as concentrações de CO2 podem ter sido mais altas, com pressão parcial estimada em até 1 000 kPa (10 bar), porque não havia fotossíntese bacteriana para reduzir o gás a compostos de carbono e oxigênio. O metano, um gás de efeito estufa muito ativo, também pode ter sido mais predominante.

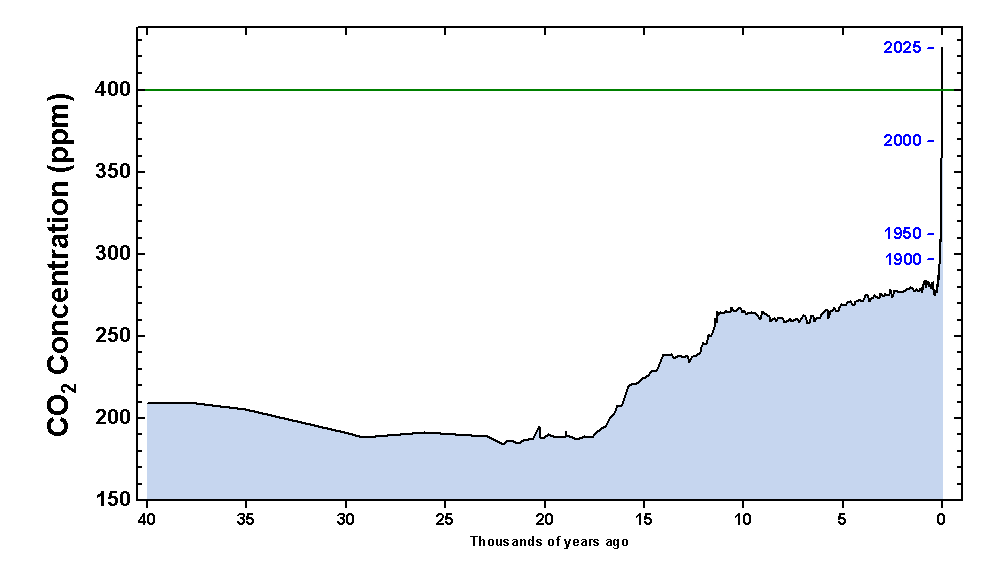
Concentração de CO_{2} atmosférico nos últimos 40 000 anos, desde o Último Máximo Glacial até os dias atuais. A taxa atual de aumento é muito maior do que em qualquer momento durante a última en

Ao longo da história da Terra, as concentrações de dióxido de carbono variaram muito. Elas apresentaram vários ciclos de variação, desde cerca de 180 partes por milhão durante as glaciações profundas do Holoceno e Pleistoceno até 280 partes por milhão durante os períodos interglaciais. Acredita-se que ele tenha estado presente na primeira atmosfera da Terra, logo após a sua formação. A segunda atmosfera, composta amplamente de nitrogênio e CO2, foi produzida pela liberação de gases do vulcanismo, complementada por gases produzidos durante o bombardeio pesado da Terra por grandes asteroides. A maioria das emissões de dióxido de carbono foi logo dissolvida na água e incorporada aos sedimentos de carbonato.
A produção de oxigênio livre pela fotossíntese de cianobactérias acabou levando à catástrofe do oxigênio, que pôs fim à segunda atmosfera da Terra e deu origem à terceira atmosfera da Terra (a atmosfera moderna) há 2,4 bilhões de anos. As concentrações de dióxido de carbono caíram de 4 000 partes por milhão durante o período Cambriano, há cerca de 500 milhões de anos, para 180 partes por milhão há 20 000 anos.

### Fatores determinantes da concentração de CO2na Terra antiga
Em escalas de tempo longas, a concentração atmosférica de CO2 é determinada pelo equilíbrio entre os processos geoquímicos, incluindo o depósito de carbono orgânico em sedimentos, o desgaste de rochas de silicato e a desgaseificação vulcânica. O efeito líquido de pequenos desequilíbrios no ciclo do carbono ao longo de dezenas a centenas de milhões de anos tem sido a redução do CO2 atmosférico. Em uma escala de tempo de bilhões de anos, essa tendência de queda parece estar fadada a continuar indefinidamente, já que as ocasionais liberações históricas maciças de carbono enterrado devido ao vulcanismo se tornarão menos frequentes (à medida que o resfriamento do manto terrestre e a exaustão progressiva do calor radioativo interno continuarem). As taxas desses processos são extremamente lentas, portanto, são irrelevantes para a concentração atmosférica de CO2 nas próximas centenas ou milhares de anos.

### Fotossíntese no passado geológico
Ao longo da história geológica da Terra, as concentrações de CO2 desempenharam um papel na evolução biológica. Os primeiros organismos fotossintéticos provavelmente evoluíram no início da história evolutiva da vida e, muito provavelmente, usavam agentes redutores, como hidrogênio ou sulfeto de hidrogênio, como fontes de elétrons, em vez de água. As cianobactérias surgiram mais tarde, e o excesso de oxigênio produzido por elas contribuiu para a catástrofe do oxigênio, que possibilitou a evolução da vida complexa. Em tempos geológicos recentes, baixas concentrações de CO2 abaixo de 600 partes por milhão podem ter sido o estímulo que favoreceu a evolução das plantas C4, que aumentaram muito em abundância entre 7 e 5 milhões de anos atrás em relação às plantas que usam a via metabólica C3, menos eficiente. Nas pressões atmosféricas atuais, a fotossíntese é interrompida quando as concentrações de CO2 atmosférico caem abaixo de 150 ppm ou até 200 ppm, embora alguns microorganismos possam extrair carbono do ar em concentrações muito mais baixas.

Mais de 400 000 anos de dados de núcleos de gelo: Gráfico de CO_{2} (verde), temperatura reconstruída (azul) e poeira (vermelho) do núcleo de gelo Vostok

### Medição da concentração de CO2da Terra antiga
O método mais direto para medir as concentrações de dióxido de carbono atmosférico em períodos anteriores à amostragem instrumental é medir as bolhas de ar (inclusões de fluido [en] ou gás) presas nas camadas de gelo da Antártica ou da Groenlândia. Os estudos mais amplamente aceitos são provenientes de vários núcleos antárticos e indicam que as concentrações atmosféricas de CO2 estavam em torno de 260-280 ppm imediatamente antes do início das emissões industriais e não variaram muito em relação a esse nível durante os 10 000 anos anteriores. O registro de núcleo de gelo mais longo vem da Antártica Oriental, onde foram coletadas amostras de gelo com uma idade de 800 000 anos. Durante esse período, a concentração atmosférica de dióxido de carbono variou entre 180 e 210 ppm durante as eras glaciais, aumentando para 280-300 ppm durante os interglaciais mais quentes.
As frações molares de CO2 na atmosfera aumentaram em cerca de 35% desde o século XX, passando de 280 partes por milhão em volume para 387 partes por milhão em 2009. Um estudo que utiliza evidências de estômatos de folhas fossilizadas sugere maior variabilidade, com frações molares de CO2 acima de 300 ppm durante o período de dez a sete mil anos atrás, embora outros tenham argumentado que esses resultados provavelmente refletem antes problemas de calibração ou contaminação do que a variabilidade real do CO2. Devido à forma como o ar fica preso no gelo (os poros do gelo se fecham lentamente para formar bolhas nas profundezas do firn) e ao período de tempo representado em cada amostra de gelo analisada, esses números representam médias de concentrações atmosféricas de até alguns séculos em vez de níveis anuais ou decadais.

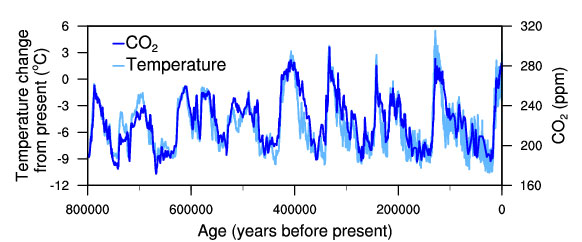
Correspondência entre a temperatura e o CO_{2} atmosférico nos últimos 800 000 anos

Os núcleos de gelo fornecem evidências de variações na concentração de gases de efeito estufa nos últimos 800 000 anos. As concentrações de CO2 e CH4 variam entre as fases glacial e interglacial, e essas variações estão fortemente correlacionadas com a temperatura. Não existem dados diretos para períodos anteriores aos representados no registro do núcleo de gelo, um registro que indica que as frações molares de CO2 permaneceram em uma faixa de 180 ppm a 280 ppm durante os últimos 800 000 anos, até o aumento dos últimos 250 anos. Entretanto, várias medições [en] e modelos de proxy sugerem variações maiores em épocas passadas: há 500 milhões de anos, os níveis de CO2 eram provavelmente 10 vezes mais altos do que agora.
Várias medições de proxy foram usadas para tentar determinar as concentrações de CO2 atmosférico milhões de anos no passado. Entre elas estão as proporções de isótopos de boro e carbono em determinados tipos de sedimentos marinhos e o número de estômatos observados em folhas de plantas fósseis.
O fitano [en] é um tipo de alcano diterpenoide. É um produto da decomposição da clorofila e agora é usado para estimar níveis antigos de CO2. O fitano fornece um registro contínuo das concentrações de CO2, mas também pode sobrepor uma quebra no registro de CO2 de mais de 500 milhões de anos.

#### 600 a 400 milhões de anos atrás
Há evidências de altas concentrações de CO2 de mais de 6 000 ppm entre 600 e 400 milhões de anos atrás, e de mais de 3 000 ppm entre 200 e 150 milhões de anos atrás.
De fato, acredita-se que concentrações mais altas de CO2 tenham prevalecido durante a maioria do Éon Fanerozoico, com concentrações de quatro a seis vezes as concentrações atuais durante a era Mesozoica e de dez a quinze vezes as concentrações atuais durante o início da era Paleozoica até meados do período Devoniano, cerca de 400 milhões de anos atrás. Acredita-se que a disseminação de plantas terrestres tenha reduzido as concentrações de CO2 durante o final do Devoniano, e as atividades das plantas como fontes e sumidouros de CO2 têm sido importantes para fornecer feedbacks estabilizadores.
Ainda mais cedo, um período de 200 milhões de anos de glaciação intermitente e generalizada que se estendia próximo ao equador (Terra Bola de Neve) parece ter sido encerrado repentinamente, por volta de 550 milhões de anos atrás, por uma colossal liberação de gás vulcânico que elevou a concentração de CO2 da atmosfera abruptamente para 12%, cerca de 350 vezes os níveis modernos, causando condições extremas de efeito estufa e deposição de carbonato como calcário a uma taxa de cerca de 1 mm por dia. Esse episódio marcou o fim do Pré-Cambriano e foi sucedido pelas condições geralmente mais quentes do Fanerozoico, durante o qual a vida animal e vegetal multicelular evoluiu. Nenhuma emissão vulcânica de CO2 em escala comparável ocorreu desde então. Na era moderna, as emissões de vulcões para a atmosfera são de aproximadamente 0,645 bilhão de toneladas de CO2 por ano, enquanto os seres humanos contribuem com 29 bilhões de toneladas de CO2 por ano.

#### 60 a 5 milhões de anos atrás
A concentração atmosférica de CO2 continuou a cair após cerca de 60 milhões de anos atrás. Há cerca de 34 milhões de anos, época do evento de extinção Eoceno-Oligoceno [en] e quando a camada de gelo da Antártida [en] começou a assumir sua forma atual, o CO2 era de cerca de 760 ppm, e há evidências geoquímicas de que as concentrações eram inferiores a 300 ppm há cerca de 20 milhões de anos. A diminuição da concentração de CO2, com um ponto de inflexão de 600 ppm, foi o principal agente que forçou a glaciação antártica. As baixas concentrações de CO2 podem ter sido o estímulo que favoreceu a evolução das plantas C4, que aumentaram muito em quantidade entre 7 e 5 milhões de anos atrás.